# آپویاندو
آپویاندو یا ضربه تکیه، یکی از انواع ضربات در گیتار است. ضربه آپویاندو قابل دسترس ترین ضربه در گیتار است. در بسیاری از وضعیت ها برای به ارتعاش در اوردن سیم ها از این وضعیت استفاده می شود. جهت ضربه . موازی با قسمت فوقانی صفحه ی صدا و حرکت ان عمود بر سیم بالاتر است. به طوری که پس از اتمام ضربه . به روی سیم فوقانی تکیه کند. ( این ضربه بر روی سیم های 1 تا 5 در گیتار قابل اجرا است و بر روی سیم 6 گیتار ضربه ازاد یا تیراندو قابل اجرا است).